# 面山瑞方
面山 瑞方（めんざん ずいほう、1683年12月22日（天和3年11月5日）- 1769年10月16日（明和6年9月17日））は、江戸時代中期の僧である。曹洞宗。本姓は今村。

## 経歴・人物
肥後の生まれ。15歳（16歳とも）で母と死別したことにより、出家する。後に江戸に出て卍山道白及び梅峰竺信の門人となった。
後に陸奥の仙台に出て、損翁宗益と共に曹洞宗の興隆に携わり、黄檗宗の卍山と共に曹洞の中興を成し遂げた。1705年（宝永2年）に相模の老梅庵の住職となり、以後生まれ故郷の肥後の禅定寺や清潭寺、豊後の醍醐寺、若狭の空印寺等の住職を歴任した。また、晩年には関東や畿内を行脚し、「建康普説」といった新しい仏法を生み出し、多くの著書を残した。
1741年（寛保元年）より若狭の永福庵に建立し、居住した後に上洛して1769年（明和6年）に建仁寺にて入滅した。入滅後も庶民から「婆々面山」と呼ばれ、今日も伝えられるようになった。

## 主な著作物

### 主著
- 『正法眼蔵渉典録』- 全10巻。
- 『広録』- 全26巻。

### その他の著書
- 『紀行』
- 『聞解』
- 『訂補建撕記』
- 『戒法』